# Уоррен, Бен
Бе́нджамин Уо́ррен (англ. Benjamin Warren; 7 мая 1879, Дербишир — 15 января 1917, Дербишир), более известный как Бен Уоррен (англ. Ben Warren) — английский футболист, правый хавбек, выступавший за клубы «Дерби Каунти» и «Челси», а также за национальную сборную Англии.

## Клубная карьера
Уроженец Ньюхолла (графство Дербишир), Уоррен начал футбольную карьеру в любительских командах «Ньюхолл Таун» и «Ньюхолл Свифтс». В мае 1898 года стал игроком клуба «Дерби Каунти». Изначально выступал на позиции левого инсайда, но затем закрепился на позиции правого хабвека, став «одним из лучших игроков в стране» на этой позиции. В сезоне 1901/02 забил 8 голов в семи матчах Кубка Англии, дойдя с командой до полуфинала. В следующем сезоне помог «баранам» выйти в финал, где «Дерби Каунти» был разгромлен клубом «Бери». Провёл за клуб 242 матча и забил 19 голов в Футбольной лиге с 1899 по 1908 год.
В июле 1908 года перешёл в лондонский клуб «Челси», заплативший за его переход 1000 фунтов. Дебютировал за «пенсионеров» 1 сентября 1908 года в матче против «Престон Норт Энд». Выступал за клуб до 1911 года, сыграв в общей сложности 101 матч и забив 4 гола. 
28 октября 1911 года в игре против «Клэптон Ориент» получил серьёзную травму колена, вынудившую его завершить карьеру. Из-за невозможности обеспечивать материально свою жену и четверых детей у него развилось «психическое расстройство». В декабре 1911 года был помещён в психиатрическую клинику в Ноттингеме с симптомами острой мании, бреда о том, что его хотят отравить, а также слуховых и зрительных галлюцинаций. В последующие пять лет его состояние лишь ухудшалось, он пытался покончить с собой.
Умер от туберкулёза в психиатрической больнице в январе 1917 года.

## Карьера в сборной
17 февраля 1906 года дебютировал за сборную Англии в матче против  сборной Ирландии. Провёл за сборную 22 матча и забил 2 гола (оба — в матчах против сборную Австрии). Последнюю игру за сборную провёл 1 апреля 1911 года против сборной Шотландии.

## Достижения
Дерби Каунти
- Финалист Кубка Англии: 1897

Сборная Англии
Победитель Домашнего чемпионата Британии: 1906, 1908 (разделённые титулы), 1909, 1910

## Семья
Сын Бена Уоррена, Гарри, стал футбольным тренером, тренировал клуб «Саутенд Юнайтед».